# Gert Rantzau

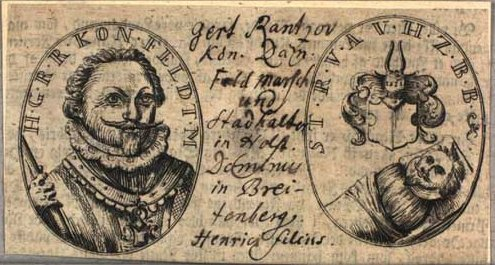
Gert Rantzau

Gert Rantzau (född 1558, död 28 januari 1627) var son till Heinrich Rantzau. Gert Rantzau utmärkte sig under Kalmarkriget (1611-1613). Efter det danska nederlaget mot den katolska kejsaren vid Lutter am Barenberge (1626) fick han befälet över den danska armén. Han dog året därpå innan trettioåriga kriget kom till Schlewig-Holstein.